# シフォンズ

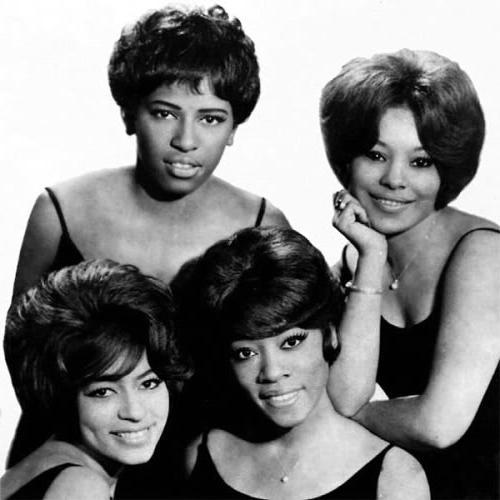
シフォンズ

シフォンズ（The Chiffons）は、1960年にニューヨークのブロンクス区出身のメンバーによって結成されたアメリカ合衆国のガール・グループ。

## 経歴
シフォンズは、1960年代初頭を代表するガール・グループのひとつであった。タイトなハーモニー、大胆で自由な態度、ヒット曲を連発したジェリー・ゴフィンとキャロル・キングが作詞作曲した「ワン・ファイン・デイ」などの楽曲などによって、シフォンズは、当時のガール・グループらしいサウンドの概念を決定づけるような音楽を生み出していった。
シフォンズは、もともとは3人組で、リード・シンガーのジュディ・クレイグ（Judy Craig、1946年8月6日 - ）と、パトリシア・ベネット（Patricia Bennett、1947年4月7日 - ）、バーバラ・リー（Barbara Lee、1947年5月16日 - 1992年5月15日）から成っていた。1960年、彼女たちはブロンクス区のジェームズ・モンロー高等学校でグループを結成した。1962年には、ロナルド・マック(Ronald Mack)というソングライターの勧めで、シルヴィア・ピーターソン（Sylvia Peterson、1946年9月30日 - ）をメンバーに加えた。彼女は14歳のときに、リトル・ジミー&ザ・トップスの1959年のローカル・ヒット曲「Puppy Love」のB面「Say You Love Me」でジミーと一緒にリード・ボーカルをとっていた。4人となったグループは、フォー・ペニーズ(the Four Pennies)と名乗り、「When the Boy's Happy」を歌うときにはピーターソンがリードをとった。1963年の途中から、グループは徐々にシフォンズと名乗るようになっていった。
最初のシングル盤である「いかした彼」を録音した頃には、グループ名はシフォンズになっていた。このデビュー曲は、ロナルド・マックの作品で、「ライオンは寝ている」で有名なトーケンズがプロデュースし、ローリー・レコードからリリースされた。「イカした彼」は全米1位のヒットとなり、百万枚以上を売り上げてゴールドディスクを獲得した（この売上枚数は、ゴールド・ディスクの基準を50万枚に引き下げた、1975年以降に適用されているアメリカレコード協会の現行の基準に当てはめると、プラチナ・ディスクに相当する）。
1963年には、フォー・ペニーズ名義でも2枚のシングルがローリー・レコード傘下のレーベル、ラスト(Rust)からリリースされていたが、「イカした彼」の成功以降、グループはこの名義を使わなくなった。最初の大ヒットに続いて、ジェリー・ゴフィンとキャロル・キングが作詞作曲した「ワン・ファイン・デイ」、「Sweet Talkin' Guy」、「I Have A Boyfriend」などが発売された。やがて1960年代半ば過ぎになると、ピーターソンのグループの中での役割がいよいよ高まり、「Why Am I So Shy」、「Strange, Strange Feeling」、「The Real Thing」、「My Block」（Jimmy Radcliffe、Carl Spencer、Bert Bernsの作品）など、シフォンズの多くの曲でリードをとるようになった。
1970年、ジョージ・ハリスンがシングル「マイ・スウィート・ロード」をリリースすると、「いかした彼」との類似性が指摘されるようになり、後にシフォンズ側は著作権侵害を主張して訴えを起こす。そうした中、シフォンズは1975年に「マイ・スウィート・ロード」をレコーディングしている。判決で判事はハリスンが既存の曲をそうとは意識しないままに盗用したものと認定した。
1970年、ジュディ・クレイグがグループを離れたが、シフォンズは3人組として活動を継続した。しかし、1992年5月15日にバーバラ・リーが、45歳の誕生日の前夜に心臓発作で死去すると、クレイグはグループに復帰した。その直後にピーターソンが引退し、代わってコニー・ハーヴェイ(Connie Harvey)がグループに入った。その後、ハーヴェイはソロ歌手としての道を歩み、ベネットもグループから引退した。
2017年の時点で、ジュディ・クレイグは自身の娘らとシフォンズを名乗り、米国内外のショーに出演している。

## ディスコグラフィ

### The Four Pennies
シングル
- 1963 "My Block" (Jimmy Radcliffe  - Carl Spencer - Bert Berns) (US #67)
- 1963 "When the Boy's Happy" (US #95)

### The Chiffons
アルバム
- 1963: The Chiffons (US #97)

1. "いかした彼"
2. "ウィル・ユー・ラヴ・ミー・トゥモロー"
3. "Oh My Lover"
4. "恋は曲者"
5. "My Block"
6. "ABC-123"
7. "Lucky Me"
8. "Why Am I So Shy"
9. "See You in September"
10. "Wishing"
11. "Mystic Voice"
12. "When I Go to Sleep at Night"

- 1963: One Fine Day

1. "ワン・ファイン・デイ"
2. "涙のバースデイ・パーティ"
3. "ロコ・モーション"
4. "Tonight I Met an Angel"
5. "Only My Friend"
6. "Da Doo Ron Ron"
7. "I Wonder Why"
8. "Foolish Little Girl"
9. "I'm Going to Dry My Eyes"
10. "Did You Ever Go Steady"
11. "When Summer's Through"
12. "Love is Like a Merry Go Round"
13. "私のボーイフレンド"

- 1966: Sweet Talkin' Guy (US #149)

1. "Sweet Talkin' Guy"
2. "Up on the Bridge"
3. "Nobody Knows What's Going On"
4. "Thumbs Down"
5. "Just a Boy"
6. "Down Down Down"
7. "Out of This World"
8. "My Boyfriend's Back"
9. "Open Your Eyes"
10. "March"
11. "Keep the Boy Happy"
12. "See You in September"

- 1970: My Secret Love

1. "Secret Love"
2. "You're The Love of a Lifetime"
3. "Soul"
4. "I Don't Deserve a Boy Like You"
5. "Strange Strange Feeling"
6. "Now That You're My Baby"
7. "The First and Last"
8. "Remember Me Baby"
9. "It Hurts to Be Sixteen"
10. "Every Boy and Every Girl"

コンピレーション・アルバム
- 1974: Everything You Always Wanted to Hear by the Chiffons but Couldn't Get
- 1979: The Chiffons Sing the Hits of the 50's & 60's
- 2004: Absolutely the Best!

シングル
- 1963: "He's So Fine"/"Oh My Lover" (US #1, UK #16)
- 1963: "Lucky Me"/"Why Am I So Shy"
- 1963: "One Fine Day"/"Why Am I So Shy" (US #5, UK #29)
- 1963: "A Love So Fine"/"Only My Friend" (US #40)
- 1963: "I Have a Boyfriend"/"I'm Gonna Dry My Eyes" (US #36)
- 1964: "Sailor Boy"/"When The Summer is Through" (US #81)
- 1964: "Easy to Love"/"Tonight I Met an Angel"
- 1964: "What Am I Gonna Do With You (Hey Baby)"/"Strange, Strange Feeling"
- 1965: "Nobody Knows What's Goin' On (In My Mind But Me)"/"Did You Ever Go Steady" (US #49)
- 1965: "Nobody Knows What's Goin' On (In My Mind But Me)"/"The Real Thing"
- 1965: "Tonight I'm Gonna Dream"/"Heavenly Place"
- 1966: "Out of This World"/"Just a Boy" (US #67)
- 1966: "Stop, Look and Listen"/"March" (US #85)
- 1966: "Sweet Talkin' Guy"/"Did You Ever Go Steady" (US #10, UK #31 (UK#4 (1972 re-issue))
- 1966: "My Boyfriend's Back"/"I Got Plenty of Nuttin'"
- 1967: "If I Knew Then"/"Keep the Boy Happy"
- 1968: "Up on the Bridge"/"March"
- 1968: "Just for Tonight"/"Teach Me How"
- 1969: "Love Me Like You're Gonna Lose Me"/"Three Dips of Ice Cream"
- 1970: "So Much in Love"/"Strange Strange Feeling"
- 1975: "マイ・スウィート・ロード"/"Main Nerve"
- 1976: "Dream Dream Dream"/"Oh My Love"